# Константин Соларов
Константин Константинов Соларов е български офицер (генерал от пехотата), командир на 5-а пехотна дивизия (1922 – 1923), 3-та армия (1927 – 1931) и на 1-ва армия (1931 – 1934).

## Биография
Константин Соларов е роден на 19 февруари 1881 година в Търново. През 1897 година завършва търновската гимназия, а през 1901 година Военното училище в София, като е произведен в чин подпоручик. През януари 1904 година е произведен в чин поручик, а на 15 октомври 1908 годинав чин ротмистър. През 1910 година завършва военната академия в Торино, Италия. Като подпоручик служи в Лейбгвардейския ескадрон. В края на 1920 година е възстановена Военноисторическата комисия и за неин председател е назначен полковник Соларов. По-късно служи като адютант на 1-ва конна дивизия, след което е командир на 6-и конен полк. През 1927 година генерал-лейтенант Константин Соларов е назначен за началник на 3-та военно-инспекционна област, а през 1931 година – на 1-ва военно-инспекционна област.
На 16 май 1934 година е произведен в чин генерал от пехотата, като на същия ден си подава оставката и е уволнен от служба. Отдава се на писателска дейност и става член на Съюза на учените и писателите.
Генерал от пехотата Константин Соларов умира на 16 август 1959 година в София.

### Семейство
Генерал Соларов е женен за дъщерята на академик Любомир Милетич – Злата Милетич (1886 – 1965) и има 3 деца. Братът на Соларов – Стефан е също офицер от българската армия и достига до чин полковник. Синът на генерала инж. Любен Соларов също е военен – поручик.

## Военни звания
- Подпоручик (1901)
- Поручик (1904)
- Капитан (15 октомври 1908)
- Майор (5 август 1913)
- Подполковник (16 март 1917)
- Полковник (2 ноември 1919)
- Генерал-майор (6 май 1926)
- Генерал-лейтенант (15 май 1930)
- Генерал от пехотата (16 май 1934)